# Ману (индуизъм)
Вижте пояснителната страница за други значения на Ману.
Ма́ну (на санскрит: मनु, от протоиндоевропейския корен *man-, „човек“; възм. и от *men-, „мисля“) – в индуизма е първопредтеча, прародител на хората.
Според ведийската традиция е син на Вивасват и брат на Яма; той е предтеча и цар на живите, а Яма, който умира, става цар на мъртвите.
Според Пураните и индийския епос съществуват 14 Ману (шест бивши и седем бъдещи), всеки от които е прародител на човечеството в определен период (т. нар. манвантара, „период на Ману“) от развитието на света.

## Ману Швета Вараха Калпа
Всеки Ману управлява в период от време наречен манвантара. 14 манвантари правят една калпа, или един ден от живота на създателя на Вселената Брахма (4 320 000 000 г.). По долу е списъкът от 14 Ману на сегашната калпа, наречена „Швета вараха калпа“:
1. Сваямбхува Ману
2. Сварочиша Ману
3. Утама Ману или Аутами
4. Тамаса Ману
5. Райвата Ману
6. Чакшуша Ману
7. Шрадхадева Ману или Вайвасвата Ману
8. Саварни Ману
9. Дакша Саварни Ману
10. Брахма Саварни Ману
11. Дхарма Саварни Ману
12. Рудра Саварни Ману
13. Дева Саварни Ману или Раучя
14. Индра Саварни Ману или Бхаута

Съгласно Бха́гавата-пура́на (санскр. भागवतपुराण) сега живеем в 7-а манвантара (период на ману) Шрадхадева (Вайвасвата) Ману.